# The 2nd Law
The 2nd Law – szósty album studyjny angielskiego zespołu rockowego Muse, wydany 1 października 2012 roku w Wielkiej Brytanii, a w pozostałych krajach 28 września oraz 2 i 3 października przez Warner Bros. Records i Helium-3. Nazwa albumu nawiązuje do drugiej zasady termodynamiki.
.
Nagrany został w przeciągu dziesięciu miesięcy w trzech różnych studiach. Album otrzymał w większości przychylne recenzje od krytyków, zdobywając najwyższą pozycję na listach przebojów w trzynastu krajach. Płyta została nominowana do nagrody Grammy w 2013 roku w kategorii Best Rock Album, a utwór „Madness” w kategorii Best Rock Song.
„Madness” przez dziewiętnaście tygodni figurował na pierwszym miejscu listy Alternative Songs amerykańskiego magazynu Billboard, pobijając równocześnie rekord ustanowiony przez „The Pretender” zespołu Foo Fighters.
Trzeci utwór z albumu – „Panic Station” został nominowany do nagrody Grammy w kategorii Best Rock Song w 2014 roku.

## Tło
Nagrywanie albumu rozpoczęto we wrześniu 2011 roku, co basista zespołu Christopher Wolstenholme potwierdził w późniejszym wywiadzie dla BBC Radio 1 mówiąc: „Wrzesień i październik. Właśnie wtedy zamierzamy zebrać się w studiu, żeby zacząć tworzyć nowy album” W wywiadzie udzielonym dla magazynu Billboard 18 października 2011 roku menadżer zespołu Anthony Addis ujawnił, że Muse rozpoczął pracę nad swoim szóstym albumem w Londynie i że oczekuje jego wydania w październiku 2012 roku.
Bellamy na Twitterze żartobliwie opisał album jako: „Chrześcijańsko-gangsta rapowo-jazzową odyseję z dodatkiem ambientu, buntowniczego dubstepu, metalu, flamenco, muzyki kowbojskiej i psychodelii”.
W wywiadzie dla Kerrang! 14 grudnia 2011 roku Wolstenholme stwierdził, że nowy album Muse będzie "czymś radykalnie innym" od ich poprzednich wydawnictw. Powiedział również, iż czuć było, że zespół szóstym albumem "rysuje linię pod pewnym okresem" swojej kariery. W innym wywiadzie Chris wspomniał, że grupa w szczególności eksperymentowała z muzyką i dźwiękami, co czyni nowy album najbardziej eksperymentalnym w ich karierze. Publicysta Muse – Tom Kirk ujawnił na Twitterze, że kompozytor David Campbell, który pracował między innymi z Radiohead, Paulem McCartneyem, Evenescence, Avril Lavigne, Beckiem i Adele pomaga zespołowi w tworzeniu albumu. W wypowiedzi dla kwietniowego wydania NME w 2012 roku Bellamy powiedział, że zespół zadecydował o użyciu elementów muzyki elektronicznej inspirowanych między innymi twórczością takich artystów jak francuski duet Justice czy brytyjska grupa elektroniczno-rockowa Does It Offend You, Yeah?, włączając również do albumu instrumenty dęte.

## Kompozycja
Według NME „Madness” zawiera elementy zaczerpnięte z utworu „I Want To Break Free” zespołu Queen, a także z albumu Davida Bowiego „Scary Monsters (and Super Creeps)” Lider zespołu Matthew Bellamy stwierdził, że jedna z dwóch finałowych piosenek albumu – „The 2nd Law: Unsustainable” zainspirowana została twórczością Skrillexa. Frontman powiedział również, że „Follow Me” napisał o swoim nowo narodzonym synu Binghamie Bellamy. Utwór „Panic Station” powstał przy współpracy z muzykami wykonującymi utwór „Superstition” Steviego Wondera, a zainspirowany został funk rockiem oraz muzyką Michaela Jacksona.
Basista Chris Wolstenholme napisał dwa utwory opowiadające o jego walce z alkoholizmem – „Save Me” i „Liquid State”, które śpiewane są w całości przez niego.
Singel „Follow Me” został wyprodukowany wraz z zespołem Nero.
The 2nd Law jest pierwszym albumem zespołu, który otrzymał oznaczenie Parental Advisory, ze względu na wulgarne słowa w utworze „Panic Station”
Matt Bellamy powiedział także, że podczas nagrywania albumu czytał powieść World War Z, która miała duży wpływ na album, w szczególności na utwory „The 2nd Law: Isolated System” i „Survival”.
„The 2nd Law: Isolated System” i „Follow Me” znalazły się na ścieżce dźwiękowej filmu World War Z będącego adaptacją powieści o tym samym tytule.

## Wydanie
Nazwa albumu odnosi się do drugiej zasady termodynamiki, co znajduje odzwierciedlenie w tekście utworu „The 2nd Law: Unsustainable”:
Wszystkie naturalne i technologiczne procesy przebiegają w ten sposób, że dostępność pozostałej energii zmniejsza się. We wszystkich przemianach energii, jeśli żadna energia nie dostaje się i nie opuszcza układu izolowanego, entropia tego systemu wzrasta. Energia ciągle przemienia się ze skoncentrowanej w rozproszoną, rozbitą, zużytą i bezużyteczną. Nowa energia nie może być stworzona a wysoko jakościowa energia jest niszczona. Ekonomia bazująca na ciągłym wzroście jest niezrównoważona.
Okładka albumu pochodzi z Human Connectome Project. „Obrazuje ścieżki ludzkiego mózgu, ukazuje obwody w naszych głowach i to jak przetwarzamy informacje za pomocą jasnych, neonowych kolorów”
Grafika została wykorzystana przez Muse w społecznościowym Connectome Project 21 września 2012 roku. Sieć neuronów w mózgu rozbudowywana była z każdym fanem, który dołączył do projektu online.
W czasie gdy grafika się rozrastała i coraz więcej ludzi brało udział w projekcie zaczęto stopniowo udostępniać fragmenty utworu „The 2nd Law: Unsustainable”.
Album został wydany w formie digital download, CD oraz CD+DVD (wraz z dodatkiem The Making of The 2nd Law). Deluxe edition box set zawierał CD, DVD, podwójny winyl oraz trzy plakaty.

## Promowanie
6 czerwca 2012 roku zespół udostępnił na swojej stronie internetowej trailer nowego albumu oraz odliczanie sugerujące 17 września jako dzień premiery.
Trailer, który zawierał elementy dubstepu spotkał się z mieszaną reakcją fanów. 9 sierpnia „The 2nd Law: Unsustainable” został udostępniony osobom, które zamówiły album przedpremierowo w sklepie online zespołu, a 10 sierpnia na oficjalnym kanale zespołu w serwisie YouTube pojawił się wideoklip do utworu.
Grupa zorganizowała konkurs na klip do piosenki „Animals”. Zwycięskie wideo zostało stworzone przez Portugalczyków Inêsa Freitasa i Miguela Mendesa i opublikowane 20 marca 2013 roku.

## Single
„Survival” zostało udostępnione jako pierwszy singel 27 czerwca 2012 roku. Miał swoją premierę na antenie radia BBC Radio 1 w programie Zanea Lowe’a wraz z utworem „Prelude” będącym do niego wstępem. „Survival” został oficjalnym utworem Letnich Igrzysk Olimpijskich w Londynie w 2012 roku.
„Madness” został wydany jako drugi singel, co ujawniono w wywiadzie dla NME. Ogłoszono, że utwór zadebiutuje na antenie radia BBC Radio 1 20 sierpnia 2012 roku o godzinie 19.30 czasu brytyjskiego letniego (BST). Piosenka wyciekła jednak wcześniej do internetu, przez przypadkowe wczesne udostępnienie jej w Korei Południowej.
„Follow Me” został trzecim singlem na płycie, gdy okazało się, że kilka promujących utwór płyt CD rzekomo wysłanych do stacji radiowych pojawiło się w serwisie eBay. Klip z tekstem utworu udostępniono na kanale YouTube zespołu 1 listopada 2012 roku.
„Supremacy” udostępnione zostało jako czwarty singel. Pierwotnie zapowiadano jego wydanie na 25 lutego 2013 roku, ale po raz pierwszy usłyszano go na ceremonii BRIT Awards 2013, a wydano 20 lutego w serwisie iTunes. Tym samym stał się on drugim singlem Muse udostępnionym w formie digital download w wersji live, przy równoczesnym udostępnieniu studyjnej wersji utworu stacjom radiowym. Pierwszym takim singlem był „Apocalypse Please”, wydany jako wersja live z Festiwalu Glastonbury w 2004 roku (digital download) i wersji studyjnej.
„Panic Station” został wydany jako singel promujący płytę, na krótko przed jej premierą 24 września 2012 roku. Po raz pierwszy został zaprezentowany na antenie brytyjskiej stacji radiowej XFM. Zespół wykonał ten utwór, jak również „Madness” w programie Saturday Night Live 6 października 2012 roku. „Panic Station” został piątym singlem 31 maja 2013 roku. Do utworu powstał wideoklip nakręcony w Japonii w trakcie trwania trasy koncertowej. Wideo zaprezentowano 22 kwietnia 2013 roku na oficjalnym kanale w serwisie YouTube, z kolei klip z tekstem w dwóch wersjach: interaktywnej i normalnej udostępniono 9 maja 2013 roku.
„Big Freeze” został udostępniony jako singel w kwietniu 2013 roku, ale tylko we francuskich stacjach radiowych.

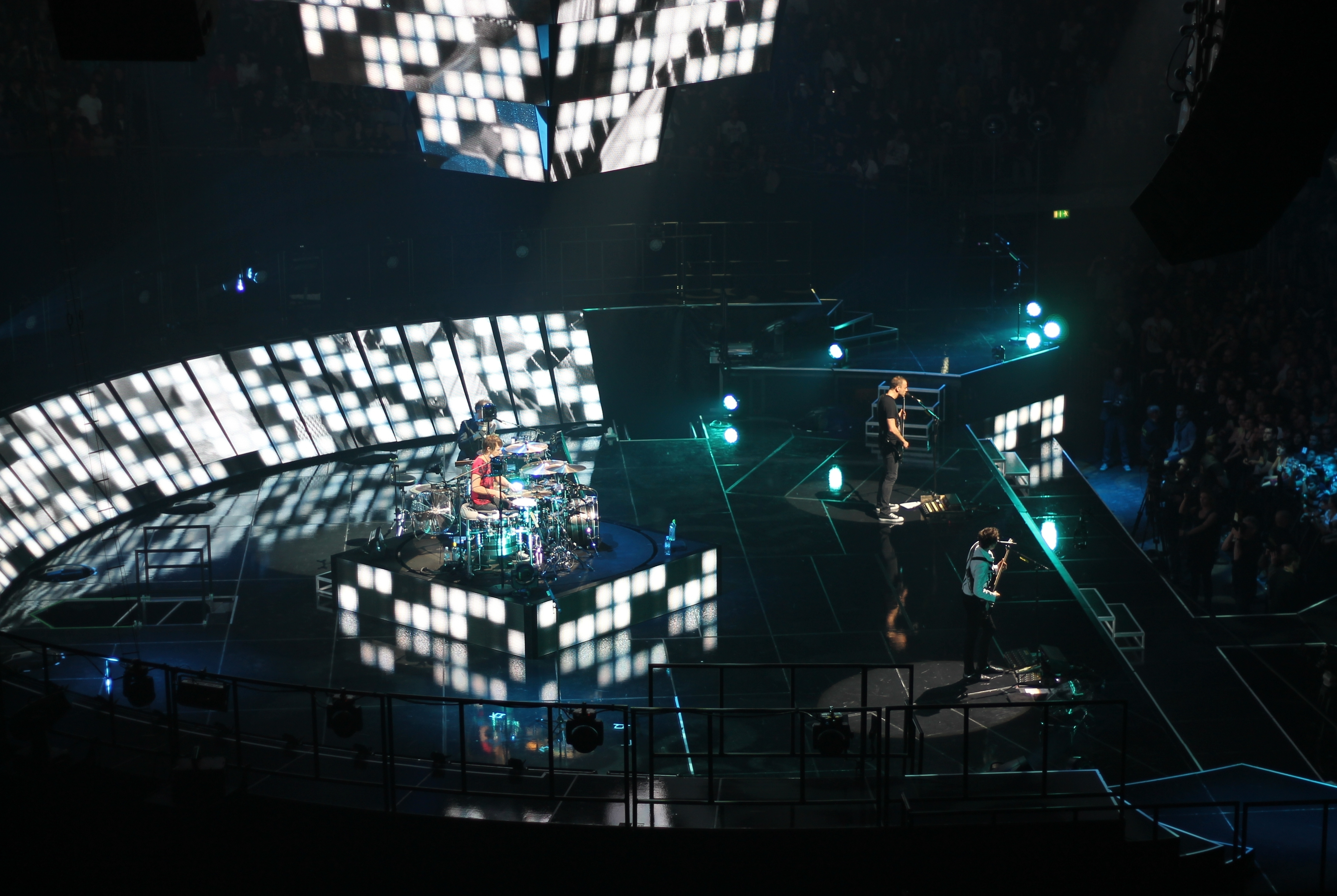
Występ Muse w Monachium w ramch trasy The 2nd Law World Tour

## Trasa koncertowa
7 czerwca 2012 roku zespół ogłosił europejską część trasy koncertowej The 2nd Law World Tour. Grupa zagrała między innymi we Francji, Włoszech, Irlandii, Hiszpanii, Finlandii, Wielkiej Brytanii, jak również w innych krajach. Zapowiedziano również występy w Ameryce Północnej.

## Przyjęcie

### Przyjęcie przez krytyków
The 2nd Law spotkał się z przychylnym przyjęciem przez krytyków. W serwisie Metacritic album otrzymał 70 punktów na 100 możliwych na podstawie 30 recenzji. Dziennikarz Guardiana Alexis Petridis przyznał płycie cztery na pięć gwiazdek chwaląc ambicję zespołu, ale twierdząc równocześnie że pompatyczne tendencje obecne były na ich poprzednich albumach mówiąc: „Nikt nie przychodzi oglądać blockbustera ze względu na jego głębie i silną charakteryzację. Idą zobaczyć kaskaderkę i efekty specjalne. The 2nd Law dostarcza obydwie rzeczy” Krytyk muzyczny z BBC Ian Winwood również ocenił album pozytywnie chwaląc w szczególności „Supremacy”, „Liquid State” i „The 2nd Law: Isolated System”, mówiąc że Muse „przedstawia siebie w każdej formie jaka mu odpowiada”. Helen Brown z The Daily Telegraph przyznała albumowi cztery na pięć gwiazdek zaznaczając wpływ muzyki elektronicznej, w szczególności chwaląc utwór „Madness”. Recenzent z tygodnika The Observer również nawiązał do pompatycznych tendencji mówiąc: „Bellamy nie jest ślepy na sprzeczności związane z ciągłym podejmowaniem przez zespół próby podniesienia śmieszności ponad skalę; nieskończony wzrost jest oczywiście niezrównoważony. Na chwilę obecną zespół czuje się komfortowo z myślą o nieprzyzwoitej, nadmiernej inflacji. My też powinniśmy”.
Serwis AllMusic przyznał albumowi trzy na pięć gwiazdek, zaznaczając że: „Ich wycieczki w stronę dubstepu i muzyki elektronicznej w takich utworach jak „Madness” czy „Follow Me” sprawiają, że brzmią one jak remixy, a nie jak oryginalne piosenki. Mają one oczywiście rdzeń znany z innych utworów Muse, ale sposób w jaki go obudowano sprawia, że brzmią niemalże obco”. Kyle Anderson z Entertainment Weekly dał albumowi ocenę C+, twierdząc, że „zespół przesadza z nawiązaniami do Queen” oraz wyrażając rozczarowanie z powodu braku elementów muzyki elektronicznej w porównaniu z oczekiwaniami (album miał być znacznym odejściem od poprzednich nagrań).
Album został nominowany do nagrody Grammy w 2013 roku w kategorii Best Rock Album, a utwór „Madness” w kategorii Best Rock Song.
Album znalazł się na 46 pozycji listy 50 najlepszych albumów 2012 roku magazynu Rolling Stone, co wytłumaczono następująco: „W czasach zaniżonych oczekiwań Muse tworzy spektakularne piosenki, które łączą dorobek takich zespołów jak Queen, King Crimson, Led Zeppelin czy Radiohead, sprawiając równocześnie, że prawie każdy współczesny zespół wydaje się przy nich mały”.

### Wyniki sprzedaży
W chwili wydania album został sprzedany w liczbie 475 000 kopii na całym świecie. Zadebiutował na drugim miejscu listy Billboard 200 z liczbą 101 000 sprzedanych kopii w pierwszym tygodniu, co sprawiło, że płyta stała się dla zespołu ich najwyżej notowanym debiutem w Stanach Zjednoczonych, mimo iż zanotowano niższą sprzedaż niż w przypadku poprzedniego albumu The Resistance, który zadebiutował na trzeciej pozycji (128 000 sprzedanych kopii)
Album zadebiutował na drugim miejscu w Australii, Niemczech, Irlandii, Korei Południowej i Hiszpanii. Płyta przyniosła zespołowi czwarty z rzędu debiut na pierwszej pozycji w Wielkiej Brytanii, równocześnie okupując szczyty list w trzynastu innych krajach. W samej Wielkiej Brytanii w 2012 roku sprzedano 255 000 kopii albumu.

## Lista utworów
| Nr  | Tytuł utworu                   | Długość |
| --- | ------------------------------ | ------- |
| 1.  | „Supremacy”                    | 4:55    |
| 2.  | „Madness”                      | 4:39    |
| 3.  | „Panic Station”                | 3:03    |
| 4.  | „Prelude”                      | 1:03    |
| 5.  | „Survival”                     | 4:17    |
| 6.  | „Follow Me”                    | 3:51    |
| 7.  | „Animals”                      | 4:23    |
| 8.  | „Explorers”                    | 5:48    |
| 9.  | „Big Freeze”                   | 4:41    |
| 10. | „Save Me”                      | 5:09    |
| 11. | „Liquid State”                 | 3:03    |
| 12. | „The 2nd Law: Unsustainable”   | 3:47    |
| 13. | „The 2nd Law: Isolated System” | 4:59    |
|     |                                | 53:38   |

## Twórcy
Muse
- Matthew Bellamy – wokal prowadzący, gitara elektryczna, keyboard, fortepian, syntezatory, produkcja, miksowanie
- Christopher Wolstenholme – gitara basowa, wokal wspierający, wokal prowadzący w „Save Me” i „Liquid State”, produkcja
- Dominic Howard – perkusja, syntezatory, produkcja, miksowanie

Dodatkowi muzycy
- David Campbell – dyrygent, aranżacje orkiestralne
- Alyssa Park – główna skrzypaczka
- Gerardo Hilera, Josefin Vergara, Kevin Connolly, Mario Deleon, Michele Richards, Ruth Bruegger, Sara Parkins, Sara Thornblade, Serena McKinny, Songa Lee, Tamara Hatwan – skrzypce
- Andrew Duckles – główny altowiolista
- Alma Fernandez, David Walther, Matthew Funes – altówki
- Steve Richards – główny wiolonczelista
- Erika Duke-Kirkpatrick, George Kim Scholes, Suzie Katayama – wiolonczele
- Dave Stone, Oscar Hidalgo – basy
- Rodrigo D’Erasmo – dodatkowe skrzypce w utworach „Prelude” i „Explorers”
- Daniela Savoldi – dodatkowa wilonczela w „Prelude” i „Explorers”
- Wayne Bergeron – solo na trąbce w „Supremacy”
- Joseph Meyer, Nathan Campbell – rogi
- Alan Kaplan, Charles Morillas, Craig Gosnell, Nick Lane – puzony
- Charles Findlay, Steven Madaio – trąbki w utworze „Panic Station”
- Tom Saviano – sksofon tenorowy
- Donald Markese – saksofon barytonowy
- Katie Razzall – mówiony tekst w „The 2nd Law – Unsustainable” i „The 2nd Law – Isolated System”
- Tom Kirk – dodatkowy śpiew w „Survival”
- Bingham Bellamy -dodatkowe efekty dźwiękowe w utworze „Follow Me”
- Aaron Page, Antonio Sol, Baraka Williams, Beth Anderson, Bobbi Page, Christian Ebner, Chyla Anderson, Clydene Jackson, Boddicker Edie-Lehmann, Francesca Proponis, Gabriel Mann, Gerald White, Gregory Jasperse, Gregory Whipple, Guy Maeda, Joannna Bushnell, John Kimberling, Karen Harper, Karen Whipple Schnurr, Kathryn Reid, Kimberley Lingo Hinze, Michael Geiger, Oren Waters, Raven Kane, Reid Bruton, Robert Joyce, Scottie Haskell, Susie Stevens Logan, Teri Koide, Walter Harrah – chór

Produkcja
- Tommaso Colliva – dodatkowa produkcja, inżynieria, miksowanie
- Adrian Bushby – dodatkowa produkcja, inżynieria
- Paul Reeve – dodatkowa produkcja wokalu
- Nero – dodatkowa produkcja i miksowanie
- Chris Lord-Alge – miksowanie
- Mark Stent – miksowanie
- Rich Costey – miksowanie
- Alessandro Cortini – dodatkowa inżynieria syntezatorów
- Brendan Dekora – wsparcie inżynieryjne
- Olga Fitzroy – wsparcie inżynieryjne
- Sean Oakley – wsparcie inżynieryjne
- Tom Bailey – wsparcie inżynieryjne
- Ted Jensen – mastering

Dodatkowy personel
- Gavin Bond – zdjęcia

## Listy przebojów i certyfikaty
| Lista (2012)                           | Najwyższa pozycja |
| -------------------------------------- | ----------------- |
| Australia (Top 50 Albums)              | 2                 |
| Austria (Ö3 Austria Top 40)            | 1                 |
| Belgia (Ultratop 200 Albums, Flandria) | 1                 |
| Belgia (Ultratop 200 Albums, Wallonia) | 1                 |
| Dania (Tracklisten)                    | 2                 |
| Finlandia (Top 50 Albums)              | 1                 |
| Francja (SNEP)                         | 1                 |
| Hiszpania (PROMUSICAE)                 | 2                 |
| Holandia (Mega Album Top 100)          | 1                 |
| Irlandia (Albums Chart)                | 2                 |
| Niemcy (Media Control Charts)          | 2                 |
| Norwegia (VG-lista)                    | 1                 |
| Nowa Zelandia (RIANZ)                  | 1                 |
| Polska (OLiS)                          | 2                 |
| Portugalia (AFP)                       | 1                 |
| Szkocja (OCC)                          | 1                 |
| Szwecja (Sverigetopplistan)            | 6                 |
| Szwajcaria (Alben Top 100)             | 1                 |
| Wielka Brytania (UK Albums Chart)      | 1                 |
| Stany Zjednoczone (Billboard 200)      | 2                 |

| Region                        | Certyfikat         | Sprzedaż/wysyłki |
| ----------------------------- | ------------------ | ---------------- |
| Belgia (BEA)                  | złota płyta        | 15 000           |
| Kanada (Music Canada)         | platynowa płyta    | 80 000           |
| Dania (IFPI Denmark)          | złota płyta        | 10 000           |
| Finlandia (Musiikkituottajat) | złota płyta        | 16 427           |
| Francja (SNEP)                | 3x platynowa płyta | 400 000          |
| Irlandia (IRMA)               | złota płyta        | 7 500            |
| Włochy (FIMI)                 | platynowa płyta    | 60 000           |
| Meksyk (AMPROFON)             | złota płyta        | 30 000           |
| Nowa Zelandia (RMNZ)          | złota płyta        | 7 500            |
| Polska (ZPAV)                 | złota płyta        | 10 000           |
| Szwajcaria (IFPI Switzerland) | platynowa płyta    | 30 000           |
| Wielka Brytania (BPI)         | platynowa płyta    | 300 000          |

| Lista (2012)                | Najwyższa pozycja |
| --------------------------- | ----------------- |
| Argentyna                   | 62                |
| Australia                   | 73                |
| Austria                     | 38                |
| Belgia(Flandria)            | 14                |
| Belgia(Wallonia)            | 5                 |
| Dania                       | 44                |
| Holandia                    | 24                |
| Francja                     | 8                 |
| Finlandia                   | 25                |
| Węgry                       | 13                |
| Włochy                      | 20                |
| Meksyk                      | 71                |
| Rosja                       | 18                |
| Szwajcaria                  | 6                 |
| UK Albums Chart             | 32                |
| Billboard 200               | 154               |
| US Alternative Albums Chart | 24                |
| Świat                       | 21                |
| Lista (2013)                | Najwyższa pozycja |
| Argentyna                   | 69                |
| Belgia(Flandria)            | 63                |
| Belgia(Wallonia)            | 30                |
| Holandia                    | 96                |
| Włochy                      | 46                |
| Szwajcaria                  | 47                |
| Billboard 200               | 113               |
| US Alternative Albums Chart | 18                |
| US Rock Albums Chart        | 27                |

## Historia wydania
| Kraj              | Data                | Format                          | Etykieta     |
| ----------------- | ------------------- | ------------------------------- | ------------ |
| Australia         | 28 września 2012    | standard, deluxe, box set, 2LP  | Warner Music |
| Austria           | 28 września 2012    | standard, deluxe, box set, 2LP  | Warner Music |
| Belgia            | 28 września 2012    | standard, deluxe, box set, 2LP  | Warner Music |
| Finlandia         | 28 września 2012    | standard, deluxe, box set, 2LP  | Warner Music |
| Niemcy            | 28 września 2012    | standard, deluxe, box set, 2LP  | Warner Music |
| Irlandia          | 28 września 2012    | standard, deluxe, box set, 2LP  | Warner Music |
| Holandia          | 28 września 2012    | standard, deluxe, box set, 2LP  | Warner Music |
| Szwajcaria        | 28 września 2012    | standard, deluxe, box set, 2LP  | Warner Music |
| Polska            | 1 października 2012 | standard, deluxe, 2LP           | Warner Music |
| Wielka Brytania   | 1 października 2012 | standard, deluxe, box set, 2LP  | Helium 3     |
| Włochy            | 2 października 2012 | standard, deluxe, box set, 2LP  | Warner Music |
| Kanada            | 2 października 2012 | standard, deluxe, 2LP           | Warner Bros. |
| Stany Zjednoczone | 2 października 2012 | standard, deluxe, 2LP           | Warner Bros. |
| Japonia           | 3 października 2012 | standard, deluxe, box set       | Warner Music |
| Szwecja           | 3 października 2012 | standard, deluxe, box set, 2 LP | Warner Music |